# Anacroneuria co-8
Anacroneuria co-8 är en bäcksländeart som beskrevs av Zúñiga, Stark, Tamaris-turizo och Ortega 2007. Anacroneuria co-8 ingår i släktet Anacroneuria och familjen jättebäcksländor. Inga underarter finns listade i Catalogue of Life.